# Mörtevattnet (Krokstads socken, Bohuslän)
Mörtevattnet är en sjö i Munkedals kommun i Bohuslän och ingår i Örekilsälvens huvudavrinningsområde.